# Émilien Claude
Émilien Claude (Épinal, 13 de junio de 1999) es un deportista francés que compite en biatlón. Su hermano Fabien compite en el mismo deporte.
Ganó una medalla de plata en el Campeonato Mundial de Biatlón de 2025 y tres medallas en el Campeonato Europeo de Biatlón entre los años 2021 y 2023.

## Palmarés internacional
| Campeonato Mundial | Campeonato Mundial       | Campeonato Mundial | Campeonato Mundial      |
| Año                | Lugar                    | Medalla            | Prueba                  |
| ------------------ | ------------------------ | ------------------ | ----------------------- |
| 2025               | Lenzerheide (Suiza)      | Medalla de plata   | Relevo                  |
| Campeonato Europeo |                          |                    |                         |
| Año                | Lugar                    | Medalla            | Prueba                  |
| 2021               | Duszniki-Zdrój (Polonia) | Medalla de plata   | Relevo mixto individual |
| 2022               | Arber (Alemania)         | Medalla de plata   | Relevo mixto individual |
| 2023               | Lenzerheide (Suiza)      | Medalla de bronce  | Relevo mixto individual |